# Лёма
Лёма (нем. Löhma) — община в Германии, в земле Тюрингия. 
Входит в состав района Заале-Орла. Подчиняется управлению Зеенплатте.  Население составляет 296 человек (на 31 декабря 2010 года). Занимает площадь 10,41 км².